# Bangalaia albata
Bangalaia albata är en skalbaggsart som först beskrevs av Thomson 1868.  Bangalaia albata ingår i släktet Bangalaia och familjen långhorningar.
Artens utbredningsområde är:
- Gabon.
- Nigeria.
- Sierra Leone.

Inga underarter finns listade.